# Moellerodiscus coprosmae
Moellerodiscus coprosmae är en svampart som beskrevs av P.R. Johnst. 2009. Moellerodiscus coprosmae ingår i släktet Moellerodiscus och familjen Rutstroemiaceae.   Inga underarter finns listade i Catalogue of Life.